# Maria Wankijf
Maria Wankijf, född Matras, död efter 1705, var en svensk boktryckare, förläggare och möjligen publicist. Hon drev bokförlaget och tryckeriet N. Wankijfs Enka, Salig Wankijfs Enkas eller Kongl Wankijfska Tryckeriet mellan 1689 och 1705. Hon tryckte tidningen Ordinarie Stockholmiske Posttijdender från 1690 till 1695. Hon var också möjligen Sveriges första publicist av sitt kön.  

## Biografi
Maria Matras var troligen dotter till Daniel Matras (1598–1689) från Frankrike, som var verksam som språklärare i Danmark. Hon gifte sig först med Georg Hantsch (1623–1668), som var kunglig boktryckare i Stockholm 1666–68, och 1669 med makens faktor, tryckaren Nils Wankijf. Vid parets bröllop den 25 juli 1669 hyllades de med en dikt av Samuel Columbus.
Sedan Nils Wankijf avlidit 1689 övertog änkan hans tryckerirörelse. Hon var sedan verksam som tryckare fram till att hon 1705 överlämnade verksamheten till sin faktor Johan Henrik Werner. Hon beskrivs som driftig i affärer. Hon hade vid makens död antagit hans namn Wankijf, något som vid denna tid inte var en självklarhet.   
Till de verk som trycktes under Maria Wankijfs tid som ledare för verksamheten hörde Johan Widekindis Herr Gustaff Adolphs den Andres och Stores lefwernes beskrifning (1691). Då verket utlöste problem med Sveriges relationer till Ryssland och Danmark drogs upplagan dock genast in, och Wankijf kompenserades härför med en ersättning på 1200 daler silvermynt från Karl XI.
Kvinnliga boktryckare fanns i Sverige sedan tidigare; det var då fråga om änkor som hade ärvt verksamheten efter sina män, något som också gällde i detta fall. Mer anmärkningsvärt var att N. Wankijfs Enka möjligen också var publicist. 1685 hade "Avis- och Gazette-skriftningen" flyttats från Postväsendet till kungliga kansliet. År 1702 nämns att Ludvig von Schantz, som då hade haft ansvaret under några år, hade avlidit, och att hans barn enligt kontraktet hade rätt att få en ersättning av N. Wankijfs Enka för den avgift hon var skyldig för tidningsutgivning, och som utöver tryckningen skulle stå för en del av redigerarens avlöning. Detta beskrivs inte mer detaljerat, men av allt att döma hade N. Wankijfs Enka inte bara hand om själva tryckningen av tidningen, utan kan också definieras som tidningsutgivare, något som i så fall gör henne till Sveriges första kvinnliga publicist. Hon utgav förlagskataloger, bland annat en med 92 nummer 1701 med "Placater, Skrifter, Relationer, Wijsor och Verser, samt ett stort antal dikter.